# グロスター ジャベリン
グロスター ジャベリン
グロスター　ジャベリン　FAW.9（XH776）。
第11飛行隊所属。1965年9月18日撮影。
- 用途：全天候戦闘機
- 分類：戦闘機
- 設計者：ジョージ・カーター
- 製造者：グロスター・エアクラフト
- 運用者：イギリス (RAF)
- 初飛行：1951年11月26日
- 生産数：436　機
- 運用開始：1956年2月29日
- 退役：1968年4月
- 運用状況：退役

グロスター ジャベリン (Gloster Javelin) とはイギリスの航空機メーカー、グロスター・エアクラフト社がイギリス空軍向けに開発した戦闘機。
イギリス空軍初の超音速デルタ翼機であり、イギリスでは初の設計段階から全天候戦闘機として開発された機体でもある。
試作機も含めると436機が生産された。輸出は一切行われず、全機がイギリス空軍で運用された。
Javelin　とは「投擲槍（投げ槍）」の意。

## 開発の経緯
1947年1月24日、イギリス航空省は新型昼間戦闘機と複座夜間戦闘機の2機種についての要求仕様書、F.44／46を掲示した。グロスター社はこれに対して以前から研究していた2種類のデルタ翼機の設計案を送り、これは翌年の1948年にF.44／46は「計画要求227号（OR.227：Operational　Requirement　No.227）」に関連して新たにまとめられた要求仕様書であるF.4／48に対する試作設計案として統合され、P.272（社内呼称　GA.5）の名称で採用された。
P.272は2機の試作機が製作され、競争案のデ・ハビランド DH.110との比較の結果、性能自体はDH.110の方が優れているとして当初はそちらの採用が決定していたが、DH.110は1952年のファーンボロー国際航空ショーでデモ飛行中に空中分解事故（ファーンボロー航空ショー墜落事故）を起こし、乗員2名だけでなく多数の観客を巻き込み、うち28名が死亡する大惨事となったことから発注はキャンセルされ、機体構造が強固であり、また将来の発展の余地がある、としてイギリス航空省は改めてP.272を採用することに決定した。

## 開発
P.272の試作1号機はテストパイロットのビル・ウォータートン（Bill Waterton）の操縦により1951年11月26日に初飛行した。前例のないデルタ翼形状のジェット機であったために開発は難航し、各部の細かい改良と変更が行われながら試験飛行が繰り返された。1952年6月11日には試験飛行中に試作2号機が墜落、パイロットが死亡する事故が発生している。続いて6月29日の試験飛行では着陸時の事故で試作1号機が失われ、全ての試作機が失われたが、DH.110の開発中止を受けて開発計画が再開された後には、P.280と改名されて改めて試作型2機が発注され、加えて戦闘機型3機及び練習機型1機が追加発注されている。翌1953年3月7日には追加発注された中の最初の1機（試作3号機）が完成、3号機以降はレーダー及び固定武装を搭載した実用試験機として製作されている。エンジンも出力が強化されたサファイア　Sa.6　に変更され、以後は改修と改善を繰り返しつつも開発は順調に進み、1953年7月にはP.280は「グロスター　ジャベリン」の名称で採用され、200機が発注された。量産型の　ジャベリンF（AW） Mk.1（ジャベリン　FAW.1）は1954年7月22日に初飛行し、部隊配備が進められた。

## 機体
ジャベリンは強力なアームストロング・シドレー サファイア ターボジェットエンジンを2基搭載、クランク付主翼前縁、動力型エルロン、パースペックス社製キャノピー、ADEN 30mm機関砲などの多くの新機軸が盛り込まれ、高性能な全天候戦闘機として期待された。1953年7月4日の超音速飛行試験においてソニックブームが観測され、ジャベリンが超音速機であることが確認されている。
もっとも、主翼は内翼部の厚比10％という分厚いもので、ジェットエンジンの吸気口の形状も縁が厚く空気抵抗が大きかった。また量産型では翼端失速防止のため、主翼前縁の後退角が緩くなるよう改修された。これらのことから、量産型の最大速度は1,000km/hに到達するかしないかといったところに留まり、当時のアメリカ空軍の戦闘機F-102 デルタダガーと比べるとやや見劣りした。またエンジンの燃料消費量が多いため航続力が不足していることが指摘された。このため後期生産型ではエンジンを強化しアフターバーナー付のSa.7Rとし、これにより1,000km/h突破が可能になった。また、航続距離確保のために機首に空中給油プロープを装着した。
その後、超音速で飛行可能になり、STOLの能力も付与された。

## 部隊配備

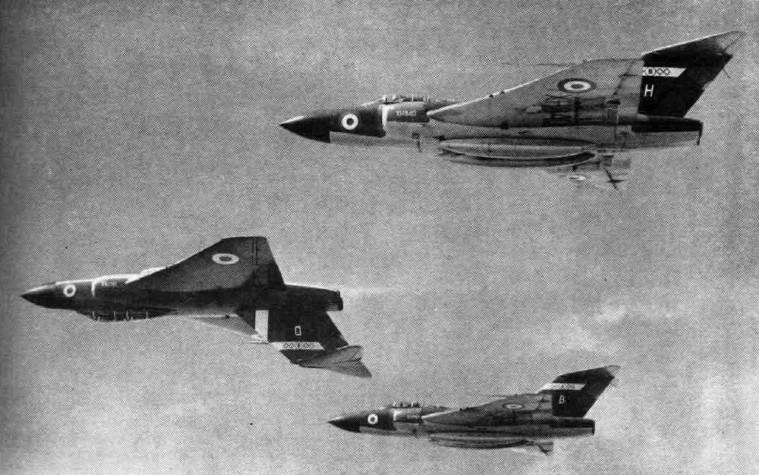
3機編隊で曲技飛行を披露する、第64飛行隊のジャベリンFAW.6。1959年の撮影

最初の量産型であるジャベリン FAW.1（F（AW）Mk.I）は1956年にオディハム空軍基地でグロスター ミーティアを装備する第46飛行隊への配備を皮切りに装備が進められた。第46飛行隊以外にも第11飛行隊、第25飛行隊、第60飛行隊などミーティア夜間戦闘機部隊にジャベリンが引き渡された。特に西ドイツに駐留する第11飛行隊はジャベリン FAW.4－FAW.5－FAW.9と機種更新を頻繁に行うと共に第25飛行隊から搭乗員を融通してもらい、東側諸国からの侵入機を要撃するスクランブル発進に備えた365日24時間の体制維持に努めていた。本国や西ドイツ以外にもイギリス空軍の数少ない全天候戦闘機としてキプロスやシンガポールといった世界各地に配備された。1961年にジャベリンを受領した第60飛行隊は1963年にマレーシア連邦が成立し、インドネシアと対立した際には警戒のため哨戒の任に就いた。
イギリス国防省は1957年国防白書（1957 Defence White Paper）においてイギリス本土の防空は有人戦闘機からミサイルに変更するという方針に変更し、実用化が近かったイングリッシュ・エレクトリック ライトニング以外全ての戦闘機は開発中止となってしまったため、ライトニングが完成して交代するまでの間はジャベリンも幾度も改修が加えられながら運用された。FAW.7ではADEN機関砲を2門に減らすと同時にファイアストリーク　空対空ミサイルが主翼下のハードポイントに搭載できるようになり、左右2発ずつ計4発を搭載した。1960年の末にはライトニングの配備が始まり、1962年頃からライトニング F.3との交代が行われ、最後までジャベリンを装備していた第60飛行隊も1968年に閉隊し、ジャベリン全機が退役した。

## 派生型

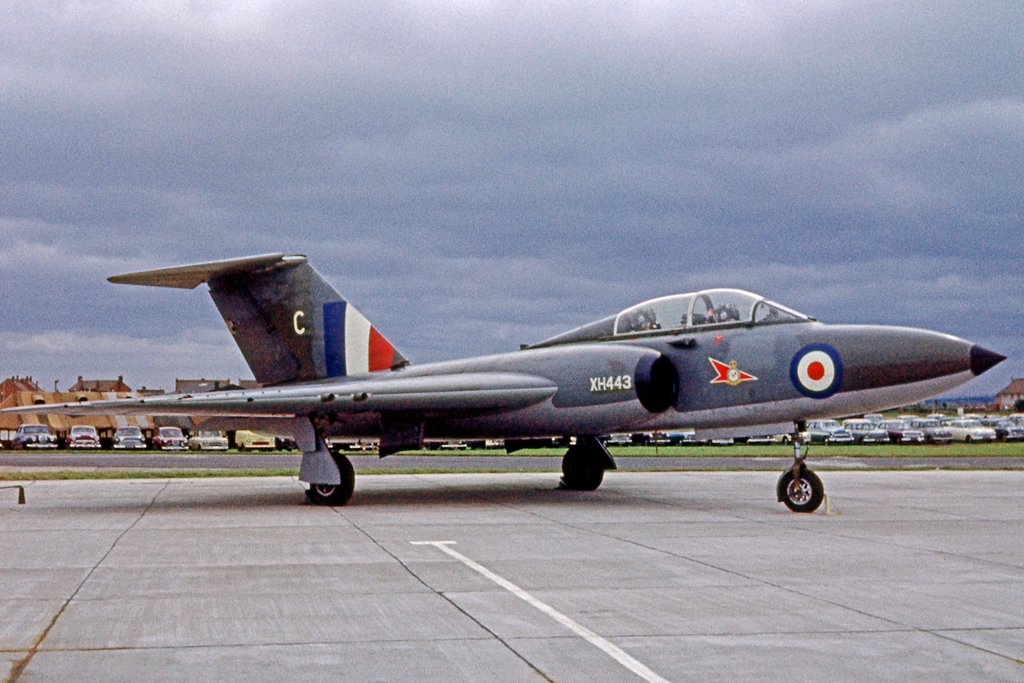
訓練型のジャベリンT.3
上部キャノピーの形状が戦闘機型とは異なるほか、機首の黒色のレドームが小さくなっている。また、コクピットが全体的に前方にずれていることが見て取れる。

付与コードについては軍用機の命名規則 (イギリス)のマーク・ナンバーを参照のこと。
- P.272：社内呼称GA.5。原型機。4機が発注されるが後に2機に削減。
- P.280：P.272を開発再開にあたって改称、各所の設計を改良した増加試作/実用試験型。2機が製作され、追加発注分を含め最終的には5機を生産。
- ジャベリン FAW.1：最初の生産型。Al.17（Al Mk.17）レーダーを装備。40機生産。
  - ジャベリン FAW.2：レーダーをアメリカのウェスティングハウス製AN/APQ-43（イギリスでの名称はAl.22（Al Mk.22）に変更した機体。他はFAW.1に準ずる。30機生産。
  - ジャベリン T.3：後席にも操縦装置を備えた、複操縦装置付きの練習機型。水平尾翼が全遊動式となっている他、胴体が延長されて燃料搭載量が増大している。レーダー及び固定武装は搭載しない。22機を及び試作機1機を生産。
- ジャベリン FAW.4：主翼にヴォーテックスジェネレーターを追加し、T.3と同じ全遊動式水平尾翼を採用した機体。50機生産。
  - ジャベリン FAW.5：FAW.4に翼内燃料タンクを増設して燃料搭載量を増大した改良型。後期生産機は空対空ミサイルの搭載用試験用にパイロンの試験増備が行われた。64機生産。
  - ジャベリン FAW.6：FAW.5のレーダーをAN/APQ-43に変更した機体。33機生産。
- ジャベリン FAW.7：ファイアストリーク空対空ミサイルの搭載能力を付加して固定武装を半減させ、エンジンをAS Sa.7（出力：48.93 kN）に換装、機体形状や飛行操縦装置の改良などを施した主要生産型。142機生産。
- ジャベリン FAW.8：最終生産型。翼先端形状を改修すると共に自動姿勢安定装置を装備、限定アフターバーナー能力付きのAS Sa.7Rエンジン（出力：54.713 kN）を搭載した型。47機生産。
  - ジャベリン FAW.9：FAW.7のエンジンを換装してFAW.8準拠に改修した型の呼称。76機改修。
  - ジャベリン FAW.9R：FAW.9に空中給油受油装置を追加装備した改修型。40機改修。

## スペック (FAW.1)
- 乗員：2名
- 全長：17.15 m
- 全幅：15.85 m
- 空虚重量：10,886 kg
- 最大離陸重量：14,324 kg

ジャベリンの三面図

- 動力：アームストロング・シドレー サファイア AS　Sa.6 ターボジェットエンジン（出力：36.92 kN） × 2
- 最大速度：1,141 km/h
- 上昇限度：16,000 m
- 上昇率：1,648.64 m/min
- 航続距離：1,530 km
- 武装：
  - ADEN　30mm機関砲 × 4
  - デ・ハビランド ファイアストリーク空対空ミサイル × 4（最大）
- アビオニクス：ウェスチングハウスAN/APQ-43レーダー